# Операция «Санрайз»
Операция «Санрайз» (американское название англ. Sunrise — «восход солнца», британское название англ. Crossword — «кроссворд») — тайные переговоры представителей разведки США и Великобритании с представителями СС и вермахта о капитуляции германских войск в северной Италии в заключительный период Второй мировой войны. Проходили в марте и апреле 1945 года в Швейцарии. Наименование «Санрайз» использовалось американской стороной; британцы называли эту операцию «Кроссворд».
Переговоры проводились без непосредственного участия представителей СССР, что вызвало недовольство Сталина и дипломатический конфликт между СССР и его западными союзниками. Считается первым серьёзным инцидентом обострения отношений в преддверии предстоящей Холодной войны.

## Предыстория
Мысль о возможном сепаратном мире между странами «оси» и кем-то из членов антигитлеровской коалиции находила своих сторонников во всех воюющих странах в течение всей войны.
Несмотря на то, что в 1943 году на конференциях в Касабланке и Тегеране союзники определили целью войны безоговорочную и полную капитуляцию Германии и её сателлитов, в США и Великобритании существовало немало влиятельных сторонников идеи договориться с Германией (с Гитлером или без него). По мере роста военных успехов СССР к этой мысли склонялись многие и в деловых кругах, и в Республиканской партии в США, и в руководстве американских профсоюзов. Их заботило послевоенное переустройство мира и прежде всего возможное усиление роли СССР в нём, и давление с их стороны на президента Рузвельта и его команду непрерывно возрастало. Так, в 1944 году генерал Дж. Маршалл направил президенту меморандум по военно-стратегическим вопросам, в котором предложил сократить военные поставки Советскому Союзу, чтобы снизить темп продвижения советских войск на запад. В преддверии президентских выборов 1944 года Рузвельт даже пошёл на некоторые уступки оппозиции, в частности, назначил на высокие посты в государственном департаменте нескольких явных противников сотрудничества с СССР. Уинстон Черчилль, начиная с 1943 года, в своих выступлениях стал допускать всё более недружелюбные высказывания по отношению к СССР.
В Германии, оказавшейся в безнадёжном положении войны на два фронта, видели реальный выход для себя в подрыве антигитлеровской коалиции и сепаратном мире с одной из её сторон, предпочтительно — с Западом. Гитлер сам всерьёз задумывался, получив в своё распоряжение «чудо-оружие», использовать его как аргумент в переговорах с англо-американцами.
Первая известная попытка представителей Германии прозондировать возможность сепаратного мира с западными державами во время Второй мировой войны относится к 1942 году. Инициатива исходила от бывшего канцлера Германии фон Папена, который был в то время послом Германии в Турции и имел там постоянный контакт с резидентом американской разведки Джорджем Эрлом. В Лондон с этой целью прибыл сотрудник германского посольства в Швеции, а в Стамбуле о мире с Германией заговорил с британским послом генеральный секретарь МИД Турции. Немецкого посланца англичане просто интернировали, а туркам однозначно дали понять, что обсуждать условия мира смогут только в том случае, если аналогичные переговоры ведутся и с СССР. На этом инцидент был исчерпан.

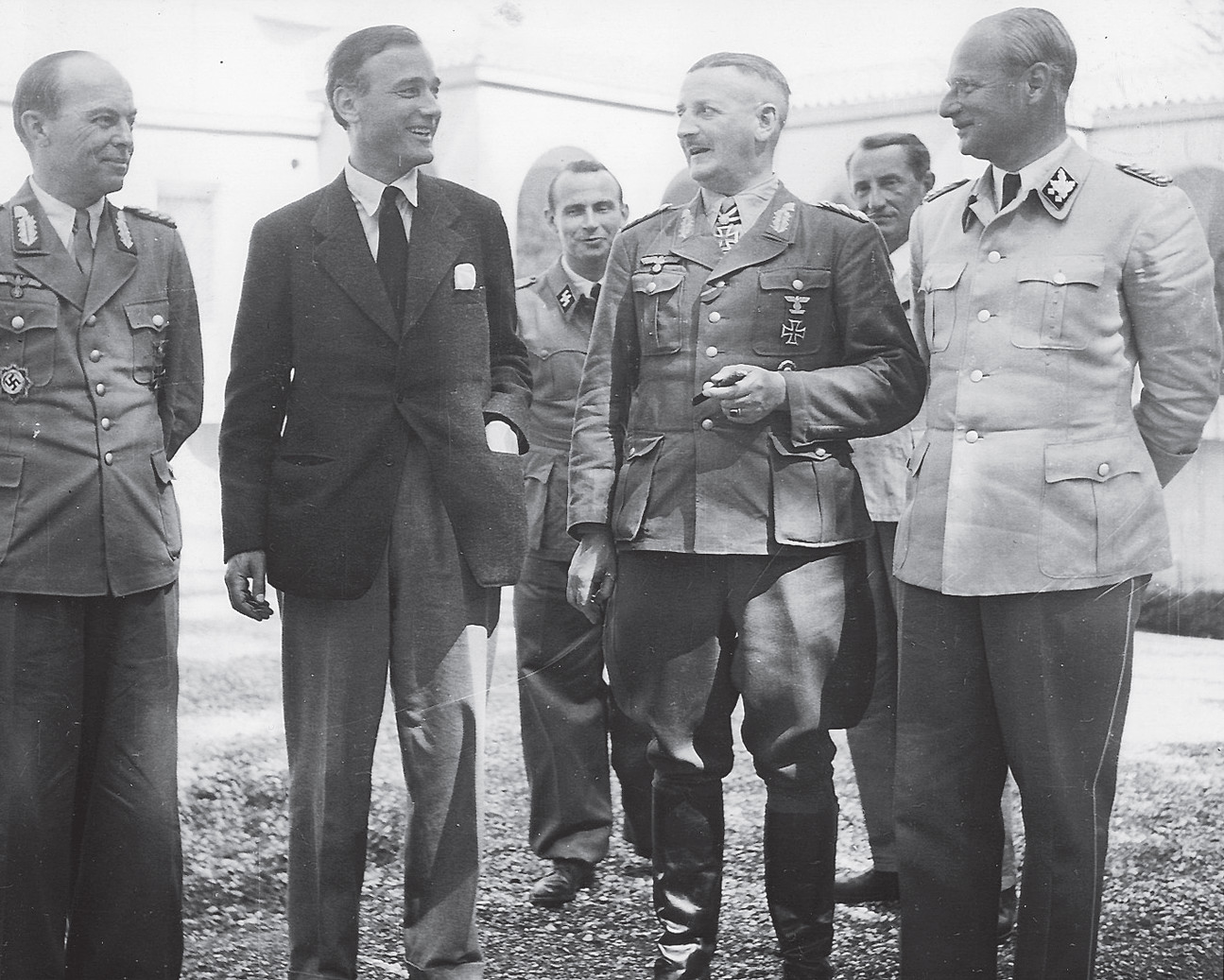
Г. фон Шульце-Геверниц (второй слева)

В январе 1943 года в Касабланке состоялась американо-британская конференция на высшем уровне. На конференции была принята декларация о полной и безоговорочной капитуляции Германии, Италии и Японии. Таким образом исключалась идея любого сепаратного мира между Германией и западными союзниками.
В феврале 1943 года в Берн прибыл Аллен Даллес. Здесь, в Швейцарии, он возглавил европейский центр Управления стратегических служб США. В качестве экспертов, источников и доверенных лиц привлекались люди, имевшие родственные, деловые или служебные связи с влиятельными людьми в деловых, политических и военных кругах Германии. Так, одним из ближайших сотрудников Даллеса был Геро фон Шульце-Геверниц, немец по национальности, эмигрировавший в США в 1925 году. Его отец, известный немецкий учёный, специалист в области международных отношений, был депутатом парламента во времена Веймарской республики и участвовал в создании Веймарской конституции. Геверниц был женат на дочери рурского угольного магната Гуго Стиннеса. Ещё до вступления США в войну Геверниц, часто посещая Берлин и Берн, постарался завязать многочисленные связи, перспективные с точки зрения разведки. Кроме того, Геверниц был старым другом Даллеса, они познакомились ещё в 1916 году, когда Даллес был в Европе на дипломатической службе. Даллес высоко ценил Геверница, посылал его на важные встречи, в которых не считал удобным участвовать лично, и внимательно прислушивался к его мнениям и оценкам.
В Берне Даллес в феврале 1943 года встретился с князем Гогенлоэ, фельдмаршалом Браухичем, генерал-полковником Цейтцлером, выступавшими от имени германских промышленников и правых социал-демократов. Обсуждались вопросы возможных путей завершения войны и послевоенного устройства Германии и Европы в целом. Речь шла о том, что Германия может согласиться на мир, если западные державы не допустят советской оккупации Германии. В заметках немецких участников этих встреч отмечалось, что «…американцы… знать не хотят о большевизме или панславизме в Центральной Европе и в противоположность англичанам ни в коем случае не хотят видеть русских на Дарданеллах и в нефтяных областях Румынии или Малой Азии». В августе того же года британский агент, родственник Ялмара Шахта Ганс Рузер встречался во Франции с высшими немецкими офицерами и заговаривал о путях выхода Германии из войны, ссылаясь на некоего «швейцарского друга».
По свидетельству бывшего сотрудника VI управления РСХА (СД-Заграница) Хайнца Фельфе (впоследствии сотрудника БНД и агента советской разведки), «тайная враждебность западных держав по отношению к Советскому Союзу не была, конечно, новостью». Фельфе утверждает, что СД удалось в 1943 году внедрить в ближайшее окружение Даллеса своего агента под псевдонимом «Габриэль». По сообщениям «Габриэля», Даллес был уверен, что следующая мировая война произойдёт между США и СССР, а от того, как завершится война с Германией, будет зависеть, в каком состоянии выйдет из этой войны Советский Союз. Переговоры с любой сколько-нибудь серьёзной оппозицией в Германии Даллес рассматривал как средство установить в послегитлеровской Германии выгодный для США режим. Во всяком случае, сам факт таких переговоров, по мнению Даллеса в изложении «Габриэля», мог бы послужить для этой оппозиции стимулом к активным действиям. Договорённость же между союзниками не вступать в переговоры с немцами Даллес считал скорее мерой психологического давления на германское руководство.
В апреле 1944 года с Даллесом в Швейцарии встретился представитель заговорщиков, осуществивших впоследствии покушение на Гитлера. Этот представитель интересовался, можно ли в случае устранения Гитлера рассчитывать на какие-нибудь другие условия мира, кроме безоговорочной капитуляции. Получив отрицательный ответ, эмиссар вернулся в Германию.
С осени 1944 года аппарат Даллеса приступил к практическому поиску старших командиров вермахта, которые согласились бы на локальную капитуляцию подчинённых им сил в обмен на личную безопасность. Для этого были подробно допрошены пленные немецкие генералы, а для налаживания контактов предлагалось инсценировать побег из плена нескольких младших офицеров и переправить их за линию фронта. Руководство не одобрило эту инициативу Даллеса.
В заключительный период войны попытки немцев вступить в контакт с Западом ещё более активизировались, и теперь за ними стояли высшие чины СС, включая рейхсфюрера Гиммлера. В ноябре 1944 года Даллес, находясь в Швейцарии, получил от начальника СД в Италии группенфюрера Харстера предложение начать сепаратные переговоры об условиях прекращения военных действий в Западной Европе и даже возможном объединении сил для продолжения войны против СССР. Посредниками при этом были крупные итальянские промышленники Маринетти и Оливетти. Германский консул в Лугано фон Нейрат встречался с Геверницем и предлагал свои услуги: фон Нейрат был лично знаком со многими германскими военачальниками, включая главнокомандующего войсками на Западе фон Рундштедта, и готов был передать им условия капитуляции.
В феврале 1945 года к Даллесу прибыли эмиссары от руководства РСХА: начальника VI управления Шелленберга и даже начальника РСХА Кальтенбруннера. До этого не отмечалось никакой активности Кальтенбруннера в поисках сепаратного мира. Из полученных посланий Даллес сделал вывод, что в руководстве рейха разгорается серьёзный конфликт по поводу продолжения войны, и сторонами этого конфликта являются, в частности, Гиммлер и Мартин Борман. В предложениях Шелленберга Даллес, по его утверждению, заподозрил некий подвох и не принял их всерьёз.
Тогда же из Милана в Ватикан пробрался через линию фронта священник-бенедиктинец с посланием к папе, в котором говорилось, что Германия ждёт от католической церкви посреднических усилий для прекращения войны в Италии.
Даллес в «Тайной капитуляции» отмечает, что с немецкой стороны контакта с ним искали промышленники, дипломаты, церковники и эсэсовцы, но не было заметно никакой инициативы армейских генералов; все контакты с вермахтом были достигнуты благодаря усилиям со стороны англо-американцев.
В феврале 1945 года Гиммлер встретился с вице-президентом шведского отделения Красного Креста графом Бернадотом и пытался сделать его посредником в переговорах с англо-американцами.
Таким образом, к концу зимы 1944—1945 годов Даллес накопил достаточно пухлый портфель контактов и предложений от германских представителей. Но ни один из этих контактов так и не дал реальной надежды на практическое решение проблемы бескровного завершения войны в северной Италии.
Швейцария, со своей стороны, была заинтересована в скорейшем завершении войны у своих границ, и желательно без разрушения инфраструктуры Северной Италии, с которой Швейцария была тесно связана экономически. Кроме того, швейцарские власти опасались, что недобитые эсэсовцы, спасаясь от наступления союзников в Италии, станут искать убежища в Швейцарии. В силу своего нейтралитета Швейцария не могла оказывать официальную помощь воюющим сторонам. Тем не менее неофициально миссия Даллеса тесно сотрудничала со швейцарскими спецслужбами. Непосредственно Даллесу помогал высокопоставленный сотрудник разведки швейцарского генерального штаба капитан (весной 1945 года — майор) Макс Вайбель (Max Waibel). Он негласно решал многие вопросы внутри страны. В частности, он имел право указывать пограничной службе Швейцарии беспрепятственно пропускать через границу любого, кто предъявит установленный пароль. Швейцария, как нейтральная страна, могла официально сноситься с германскими властями, в том числе военными и разведывательными органами. Полковник швейцарского генштаба Роже Массон поддерживал контакт с Шелленбергом, и Вайбель имел возможность консультироваться с Массоном. Даллес высоко оценил роль Вайбеля и вообще швейцарских спецслужб в своих операциях в Швейцарии.

## Операция «Санрайз» («Кроссворд»)

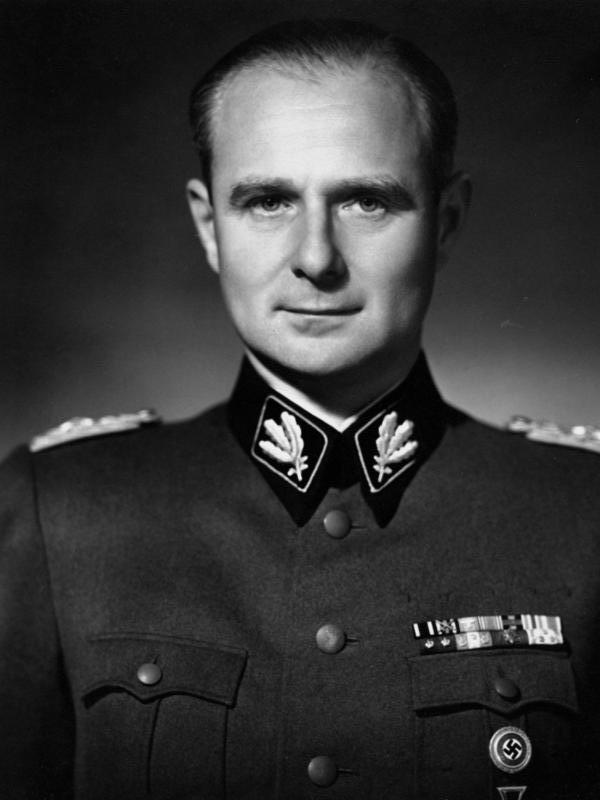
К. Вольф, снимок 1937 года

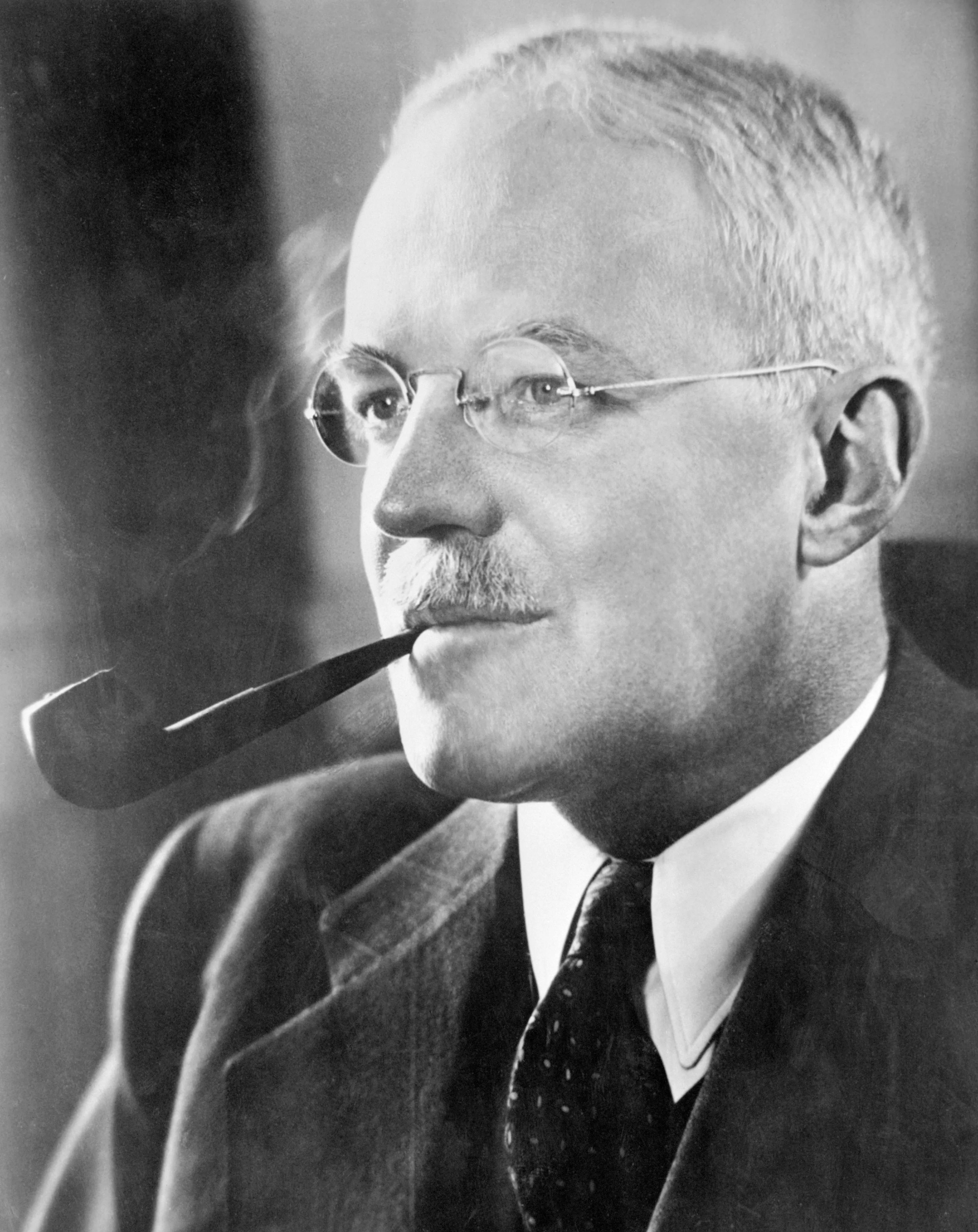
Аллен Даллес

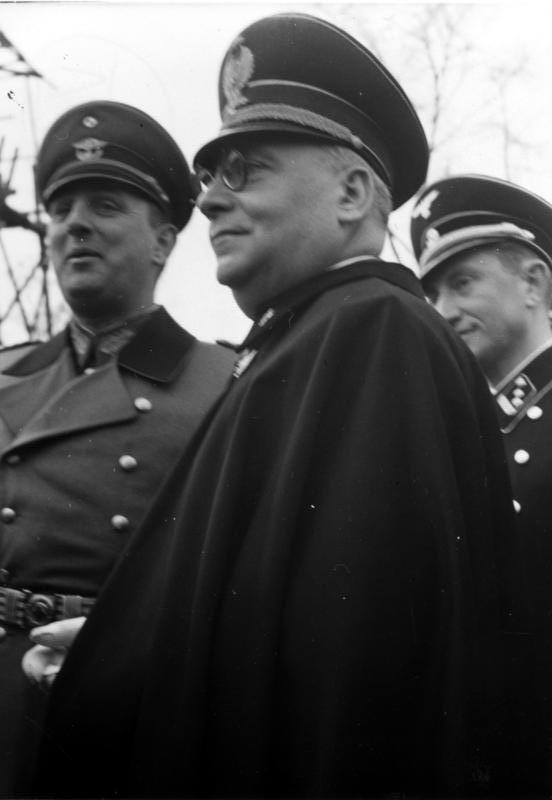
О. Дольман (крайний справа) с Куртом Далюге (слева) и генералом Пальма во время визита делегации германской полиции в Италию, 1936 год

М. Гусман

### Подготовка и первые контакты
25 февраля 1945 года итальянский предприниматель и камергер Папы Римского барон Луиджи Парилли (итал. Luigi Parrilli) через швейцарского профессора Макса Гусмана (англ. Max Husmann; 1888—1965) и Вайбеля вышел на контакт с Геверницем. Парилли сообщил, что некоторые офицеры СС в Италии готовы сотрудничать с американцами, чтобы не допустить кровопролития и разрушений. Он подчеркнул, что именно люди СС, а не вермахта, проявляют в этом заинтересованность и готовы на самые серьёзные шаги. Прозвучали имена офицера разведотдела штаба СС в Генуе гауптштурмфюрера Гвидо Циммера (нем. Guido Zimmer), штандартенфюрера Ойгена Дольмана и, косвенно, начальника всех сил СС в Италии обергруппенфюрера Вольфа. На Геверница многословный и высокопарный Парилли не произвёл впечатления серьёзного контрагента. Даллес тоже поначалу расценил этот сигнал как очередной пробный шар со стороны верхушки СС, и не более. Посовещавшись, Геверниц и Даллес решили, что смогут иметь дело если уж не с самим командующим германскими войсками в Италии фельдмаршалом Кессельрингом, то с Вольфом и Дольманом.
Карл Вольф занимал в то время пост «высшего руководителя СС и полиции» (нем. Höchster SS- und Polizeiführer) при группе армий «Ц» в Северной Италии, имел в этом качестве очень широкие полномочия и подчинялся лично Гиммлеру. Вольф пользовался большим доверием нацистской верхушки, ему благоволил Гитлер. Вольф даже позволял себе иногда обращаться к фюреру через голову Гиммлера. Один из таких случаев вызвал размолвку между Вольфом и Гиммлером в 1943 году, когда Гитлер разрешил Вольфу развестись, вопреки запрету Гиммлера. Именно после этого Вольф, до того начальник личного штаба рейхсфюрера, и получил назначение в Италию. Кальтенбруннер и Шелленберг, как утверждает Даллес в «Тайной капитуляции», завидовали Вольфу и относились к нему недружелюбно. Положение Вольфа в иерархии СС было особым: по званию он был только на ступень ниже рейхсфюрера СС, но при этом находился несколько в стороне от основной руководящей вертикали этой одиозной организации. Это принимали во внимание американцы в операции «Санрайз».
Ойген Дольман тоже был довольно известной личностью. Он получил блестящее гуманитарное образование — окончил с отличием Мюнхенский университет, жил в Италии с 1927 года в качестве корреспондента мюнхенской газеты «Мюнхнер нойесте нахрихтен», изучал итальянское искусство и историю, завёл здесь обширные знакомства в аристократических, интеллектуальных, церковных и политических кругах. В 1934 году вступил в НСДАП, с 1935 года был руководителем пресс-службы НСДАП в Италии. В 1937 году ему пришлось заменять переводчика на встрече Гиммлера и руководителя итальянской полиции Боккини в Остии. С этого времени его стали приглашать в качестве переводчика на итало-германские встречи высокого уровня. Дольман вступил в СС и быстро продвинулся по служебной лестнице. Гиммлер сделал его своим личным наблюдателем в Италии и консультантом по итальянским вопросам. В декабре 1937 года Дольман сопровождал Гиммлера в поездке в Ливию, в 1938 году присутствовал на Мюнхенской конференции, в 1939 году — на подписании «Стального пакта», в 1942 году участвовал в поездке Гитлера и Муссолини на Восточный фронт, в июле 1944 года он был официальным переводчиком на встрече Гитлера и Муссолини в резиденции «Вольфшанце». Фактически Дольман исполнял обязанности офицера связи при Муссолини. После ареста Муссолини в 1943 году постарался сблизиться с Кессельрингом. В своих мемуарах Дольман утверждает, что никогда не был ни сторонником национал-социализма, ни почитателем Гитлера, в партию и в СС вступил только ради карьеры, а с середины 1943 года пытался предпринимать шаги, которые помогли бы облегчить судьбу Италии в войне. В частности, летом 1944 года он помог Вольфу получить тайную аудиенцию у папы Пия XII. Дольман даже одолжил Вольфу свой штатский костюм для этого визита. На этой встрече Вольф постарался убедить понтифика в своём стремлении к миру.
Ещё в начале февраля Вольф, возможно, без санкции Гиммлера, побывал на приёме у Гитлера. В присутствии рейхсминистра иностранных дел Риббентропа и группенфюрера СС Фегеляйна Карл Вольф высказал мысль, что настало время искать возможность консолидироваться с Англией и Америкой против большевиков. Ответ Гитлера был довольно неопределённым, но в целом его можно было понять как одобрение и разрешение действовать. Таким образом Вольф, затевая свою игру, отчасти оградил себя от обвинений в измене. Как выяснилось позже, Риббентроп к тому времени и сам пытался выйти на американцев — через Швецию. В Италии Вольф мог рассчитывать на поддержку ещё как минимум двух влиятельных немцев: генерала авиации Максимиллиана фон Поля и германского посла Рудольфа Рана.
С Муссолини и его аппаратом вопросы возможной капитуляции и переговоров с Западом никто не обсуждал. Более того, когда у Муссолини в конце февраля — начале марта появились подозрения, что немцы готовятся сдать Северную Италию, посол Ран и другие сумели убедить дуче, что германские войска будут драться до конца.
28 февраля на совещании Вольфа и его приближённых было решено послать в Швейцарию на предварительную встречу Дольмана. На совещании присутствовал начальник СД в Италии группенфюрер Харстер. Как выяснилось впоследствии, он тут же доложил о происходящем своему прямому начальнику Кальтенбруннеру.
В первых числах марта Парилли вернулся в Швейцарию уже с Дольманом и Циммером. 3 марта в одном из ресторанов Лугано Вайбель устроил встречу немцев с доверенным сотрудником Даллеса Полом Блюмом (англ. Paul Blum). Из беседы с Дольманом Блюм сделал вывод, что он действительно представляет Вольфа (хотя впрямую Дольман этого не сказал). Американцы потребовали, чтобы Дольман и Вольф в подтверждение своих намерений и реальной власти освободили двух арестованных участников итальянского подполья — Ферруччо Парри и Антонио Усмиани. Через несколько дней Циммер доставил обоих на итало-швейцарскую границу, а Вайбель спрятал их в частной клинике в Лугано. Переход границы во всех случаях обеспечивал Вайбель.

### Первая встреча с Вольфом
Утром 8 марта 1945 года Вольф прибыл в Швейцарию, в Лугано, в сопровождении Дольмана, Циммера и своего адъютанта штурмбаннфюрера Ойгена Веннера (нем. Eugen Wenner, в некоторых источниках названо имя Макс). Оттуда эмиссары отправились поездом в Цюрих с большими предосторожностями, так как в Швейцарии было довольно много людей, которые знали в лицо и Вольфа, и Дольмана. Немцев сопровождали Гусман и Вайбель. По прибытии Вольф передал для Даллеса своего рода верительные грамоты — справку о себе и длинный список своих действий за последний год, которые должны были свидетельствовать о его приверженности идее скорейшего завершения войны.
В 10 часов вечера 8 марта Даллес и Вольф впервые встретились на конспиративной квартире УСС в Цюрихе. Вольфа представил Даллесу Гусман. Вольф сразу же заявил, что считает военное поражение Германии неизбежным, готов предоставить в распоряжение американцев все подчинённые ему силы СС, оказать влияние на Кессельринга, как командующего войсками вермахта, и обеспечить приезд Кессельринга или его заместителя в Швейцарию. Вольф особо подчеркнул, что действует совершенно независимо от Гиммлера и Гитлера и втайне от них. Даллес, в свою очередь, заявил, что речь может идти только о полной капитуляции всей немецкой группировки и что эти переговоры никоим образом не означают нарушения обязательств союзников перед СССР как членом антигитлеровской коалиции. По утверждению Даллеса, он очень опасался, что миссия Вольфа может оказаться провокацией с целью поссорить Сталина с англо-американцами. При этом перспективу без боя овладеть Северной Италией Даллес считал чрезвычайно важной не только в военном отношении. Такая быстрая победа позволила бы американцам дальше продвинуться на юго-востоке Европы, а чем восточнее ляжет будущая линия соприкосновения с Красной Армией, тем сильнее будут позиции западных союзников против СССР в послевоенном мире.
После встречи с Даллесом Вольф оставил Геверницу краткий план своих действий в обеспечение будущей капитуляции и 9 марта вернулся в Италию. Здесь он получил вызов от начальника РСХА Кальтенбруннера — тому явно не понравилось, что Вольф ездил в Швейцарию без его ведома. Вольф уклонился от встречи, сославшись на неотложные дела. Чтобы иметь оправдание перед Гиммлером и Кальтенбруннером по поводу контактов с противником, Вольф задним числом придумал легенду: он собирался похлопотать перед американцами об освобождении из плена оберштурмбаннфюрера Вюнше, любимца Гитлера. Этим он мог бы объяснить и внезапное освобождение Парри и Усмиани. Вольфа ждала и другая новость: Кессельринг 8 марта выехал в Берлин в ставку Гитлера по срочному вызову.
Даллес и Геверниц после бессонной ночи вернулись утром 9 марта в бернский офис УСС и составили доклад в штаб союзного командования в Казерте. Даллес предложил подготовить нескольких офицеров достаточно высокого уровня к переговорам с Кессельрингом. В этот же день появилось название операции — «Восход солнца» (англ. Sunrise), символизирующее надежду на крупный успех.
12 марта фельдмаршал Александер информировал советскую сторону о прибытии представителей германского командующего войсками в Италии для обсуждения условий капитуляции. Нарком иностранных дел СССР Молотов высказался за участие СССР в этих переговорах, однако дипломатические ведомства США и Великобритании ответили отказом. Даллес объясняет, что участие советского представителя было бы трудно обеспечить чисто технически: выдать его за американца или англичанина было бы очень трудно, а придумать какую-нибудь правдоподобную легенду для приезда в Швейцарию советского генерала или старшего офицера — вообще почти невозможно.

### Вторая встреча с Вольфом

Слева направо: М. Вайбель, Л. Лемницер, Т. Эйри. Аскона. 1945 год

Тем временем в Швейцарию инкогнито прибыли представители союзнического командования — заместитель начальника штаба войск союзников в Казерте американский генерал Лаймен Лемнитцер (англ. Lyman Lemnitzer) и начальник разведки при штабе Александера генерал Теренс Эйри (англ. Terence Airey). Они въехали в страну по документам двух американских сержантов, служащих УСС, поскольку благовидных предлогов для прибытия таких высокопоставленных военных в нейтральную страну не нашлось. Переговоры решено было продолжить в Асконе, в уединённом имении зятя Геверница на берегу озера Лаго-Маджоре, в нескольких километрах от итальянской границы. Туда стянули довольно большую группу сотрудников УСС, они прибывали из Берна порознь по два-три человека. У вашингтонского руководства появились было опасения, что немцы могут организовать нападение на это место с воды или с воздуха, как они похитили Муссолини в 1943 году и пытались похитить Эйзенхауэра в 1945 году. Даллесу пришлось разъяснять, что противник ради похищения одного-двух генералов не станет осложнять своё и без того тяжёлое положение прямым нарушением нейтралитета Швейцарии. В любом случае УСС обеспечило надёжную охрану поместья, а швейцарцы постоянно патрулировали акваторию озера.
Со времени первого визита Вольфа произошло важное событие: Кессельринг получил новое назначение и уехал из Италии на Западный фронт, сменить фон Рундштедта на посту командующего. За этим Кессельринга и вызывали в Берлин. Место Кессельринга занял генерал-полковник Фитингхоф, за которого Вольф не мог ручаться в той же степени, как за Кессельринга, хотя и был с ним в хороших отношениях. Фитингхоф был аполитичным генералом старой прусской закалки, безоговорочно преданным долгу и присяге. Вольф никогда не посвящал его в свои намерения и вообще не заговаривал с ним о капитуляции.
Утром 19 марта приехал Вольф в сопровождении Веннера и Циммера. Гусман, Геверниц и Вайбель встретили их и доставили в Аскону с ещё большими предосторожностями, чем прежде. Предполагалось, что Кальтенбруннер пристально следит за перемещениями Вольфа. Дольман на этот раз остался в штабе Вольфа контролировать обстановку.
Встреча проходила в три этапа. В первой половине дня 19 марта с Вольфом беседовали Даллес и Геверниц. После обеда к ним присоединились Лемнитцер и Эйри. Даллес представил генералов Вольфу, как своих военных советников, не называя имён и чинов. Перед отъездом Даллес ещё раз кратко побеседовал с Вольфом.
На второй встрече рассматривались возможные варианты действий в создавшейся обстановке: Вольф либо прямо обращается к Фитингхофу и пытается убедить его капитулировать, либо действует через Кессельринга, либо рассчитывает только на свои силы. Последний вариант был явно самым слабым. Вольфу в Италии непосредственно подчинялись около 50 тыс. человек, из них — только около 10 тыс. боевого состава почти без тяжёлого вооружения. Эти войска занимали некоторые важные позиции, но были рассредоточены, к тому же состояли большей частью из национальных частей СС. Остановились на втором варианте. Вольф просил отложить на несколько дней планируемое наступление союзников в Италии, чтобы успеть съездить к Кессельрингу и поговорить с ним. Дело осложнялось тем, что Кессельринг из Берлина убыл сразу к месту нового назначения, даже не заехав в Италию попрощаться с Муссолини и со своим штабом. Также Вольф сообщил Даллесу, что Кальтенбруннер тоже ищет контактов с союзниками и «не потерпит соперничества». В течение пяти-семи дней Вольф обещал добиться, чтобы Кессельринг повлиял на Фитингхофа. Вольф обязался в пределах своих полномочий ограничить антипартизанские и карательные мероприятия в Северной Италии, постараться не допустить реализации тактики выжженной земли и сохранить жизнь политзаключённым.

### Дипломатический конфликт
22 марта британскому послу в СССР была передана резкая нота по поводу сепаратных переговоров с Германией. Последовала оживлённая переписка на уровне дипломатических ведомств и непосредственно между Сталиным и Рузвельтом. Сталин прямо обвинил союзников в сговоре с противником за спиной СССР. Рузвельт отвечал в том смысле, что ничего особенного не произошло, речь шла только о чисто военном вопросе — капитуляции немецкой группировки в Италии, а Сталин дезинформирован своими дипломатами и разведкой. Ответ Сталина был холодным и обстоятельным. Сталин перечислил все случаи, в которых, по его мнению, США и Англия затягивали решение важных для обороны СССР вопросов, при том, что Советский Союз всегда делал всё возможное, чтобы содействовать военным усилиям союзников, иногда даже в ущерб своим планам. В итоге 11 апреля Рузвельт написал короткое послание Сталину:

Благодарю Вас за Ваше искреннее пояснение советской точки зрения в отношении бернского инцидента, который, как сейчас представляется, поблек и отошёл в прошлое, не принеся какой-либо пользы.
Во всяком случае не должно быть взаимного недоверия, и незначительные недоразумения такого характера не должны возникать в будущем. Я уверен, что, когда наши армии установят контакт в Германии и объединятся в полностью координированном наступлении, нацистские армии распадутся.

Посол США в Москве Гарриман, получив эту телеграмму, тут же предложил президенту убрать из текста слово «незначительные»; Рузвельт отказался и подчеркнул, что считает «недоразумение» именно незначительным. Сталин получил послание 13 апреля, уже после скоропостижной смерти Рузвельта.
Даллес узнал об этом скандале только 13 апреля, в Париже, от руководителя УСС генерала Донована.

### Вольф в Берлине
2 апреля Парилли сообщил, что Вольф встречался с Кессельрингом, тот обещал дать указание Фитингхофу, но на вопрос о возможной капитуляции Западного фронта, которым он теперь командовал, ответил отрицательно. После этого Гиммлер вызвал Вольфа в Берлин и устроил ему выволочку за самовольную встречу с Даллесом. Через несколько дней в присутствии Кальтенбруннера Гиммлер велел Вольфу не прерывать контакта с Даллесом, но выезжать в Швейцарию категорически запретил. Гиммлер также отказался докладывать о миссии Вольфа Гитлеру — фюрер пребывал в раздражении из-за неуклюжих действий Риббентропа в Швеции. Вольфу Гиммлер дал понять, что фактически взял в заложники его семью, и приказал ему на обратном пути заехать в разведцентр СД в Баварии. Там офицеры службы Шелленберга целый день расспрашивали Вольфа о подробностях общения с американцами.
9 апреля началось наступление союзников в Италии. В тот же день Парилли передал, что Фитингхоф готов капитулировать на почётных условиях, включая сохранение небольшого действующего контингента немецких войск для охраны порядка. Вольф готов приехать в Швейцарию с доверенным представителем Фитингхофа, который подпишет капитуляцию от его имени. Для оперативной связи с Фитингхофом американцы переправили в Италию агента с радиостанцией. Этим агентом был 26-летний чех Вацлав Градецки, активный участник Сопротивления с самого начала войны. Циммер устроил его в Милане на верхнем этаже одного их зданий, занятых службами СС, в комнате с табличкой на двери «Вход только с разрешения обергруппенфюрера». 15 апреля выяснилось, что Фитингхоф переменил свою позицию: он обнаружил, что его переговоры с американцами не являются тайной, и испугался. Даллес передаёт рассказ о некоем таинственном офицере вермахта, который явился к Фитингхофу, начал его предостерегать от любых договорённостей с американцами, призывал иметь дело только с англичанами, а после исчез неизвестно куда. Был ли это агент Кальтенбруннера, или советской разведки, или даже британской (если вообще такой случай имел место) — осталось тайной.
По поводу условий капитуляции из Казерты пришёл безапелляционный ответ: немцы должны будут подписать такой акт, какой положат перед ними на стол союзники. Вопросы сохранения германской воинской чести явно никого не волновали в штабе Александера.
В это же время Гиммлер вновь вызвал Вольфа в Берлин, и Вольф не ждал от этого вызова ничего хорошего. Он даже передал Даллесу через Парилли что-то вроде завещания. 17 апреля Вольф имел долгую неприятную беседу с Гиммлером и Кальтенбруннером, обвинившим Вольфа в государственной измене. У Вольфа было два козыря: во-первых, он заручился, хоть и расплывчатым, но одобрением Гитлера; во-вторых, Вольф ещё две недели назад предлагал доложить Гитлеру о встрече 8 марта, а Кальтенбруннер и Гиммлер отказались это сделать. Кроме того, предусмотрительный Ран передал с Вольфом письмо для Гитлера, в котором сообщалось, что предпринятые в Италии шаги должны послужить на благо рейха. Вольф показал это письмо Гиммлеру в расчёте, что рейхсфюрер, по крайней мере, не уничтожит Вольфа сразу же по прибытии (Гитлеру вряд ли понравилось бы, что адресованная ему почта перехвачена Гиммлером). Из разговора Вольф понял, что о встрече 19 марта Кальтенбруннер и Гиммлер не знают ничего или почти ничего. В конце концов решили, что Вольф с Кальтенбруннером поедут к Гитлеру, и Вольф сам доложит обо всём. Гиммлер ехать в бункер отказался, так как был в тот момент не в фаворе у Гитлера после военных неудач на Восточном фронте.
18 апреля рано утром Гитлер принял Вольфа и Кальтенбруннера. Вольф держался уверенно и сумел представить свои похождения в выгодном для себя свете: он действовал только в интересах рейха, по существу — с санкции Гитлера, а что не посвящал своё начальство в ход переговоров, то только для того, чтобы фюрер мог сохранить лицо в случае их провала. Гитлер сделал Вольфу выговор за «пренебрежение мнением руководства», но гнева не проявил и принял его объяснения. Кальтенбруннер промолчал. Вечером Гитлер снова принял Вольфа в присутствии Кальтенбруннера и Фегеляйна и изложил свои планы на ближайшие шесть-восемь недель. Оборона, сказал фюрер, будет сосредоточена в нескольких неприступных крепостях — в Берлине, на севере в Шлезвиг-Гольштейне и на юге — в «альпийском бастионе». Когда русские и англо-американцы встретятся на открытых пространствах между этими цитаделями, между ними неизбежно разгорится военный конфликт. И вот тогда он, Гитлер, решит, к какой из сторон примкнуть в этой решающей схватке. Задача Вольфа — любой ценой продержаться в Италии эти несколько недель. Контакты с американцами нужно продолжать, но не спешить соглашаться на их условия. С этими напутствиями Вольф вернулся в Италию. Ему было вполне ясно, что Гитлер уже совершенно не способен адекватно оценивать ситуацию и принимать конструктивные решения.
Пока Вольф находился в Берлине, Даллес также готовился к полному провалу всей операции. Лемницер и Эйри, не видя смысла ждать неизвестно чего, вернулись в Казерту.

### Капитуляция

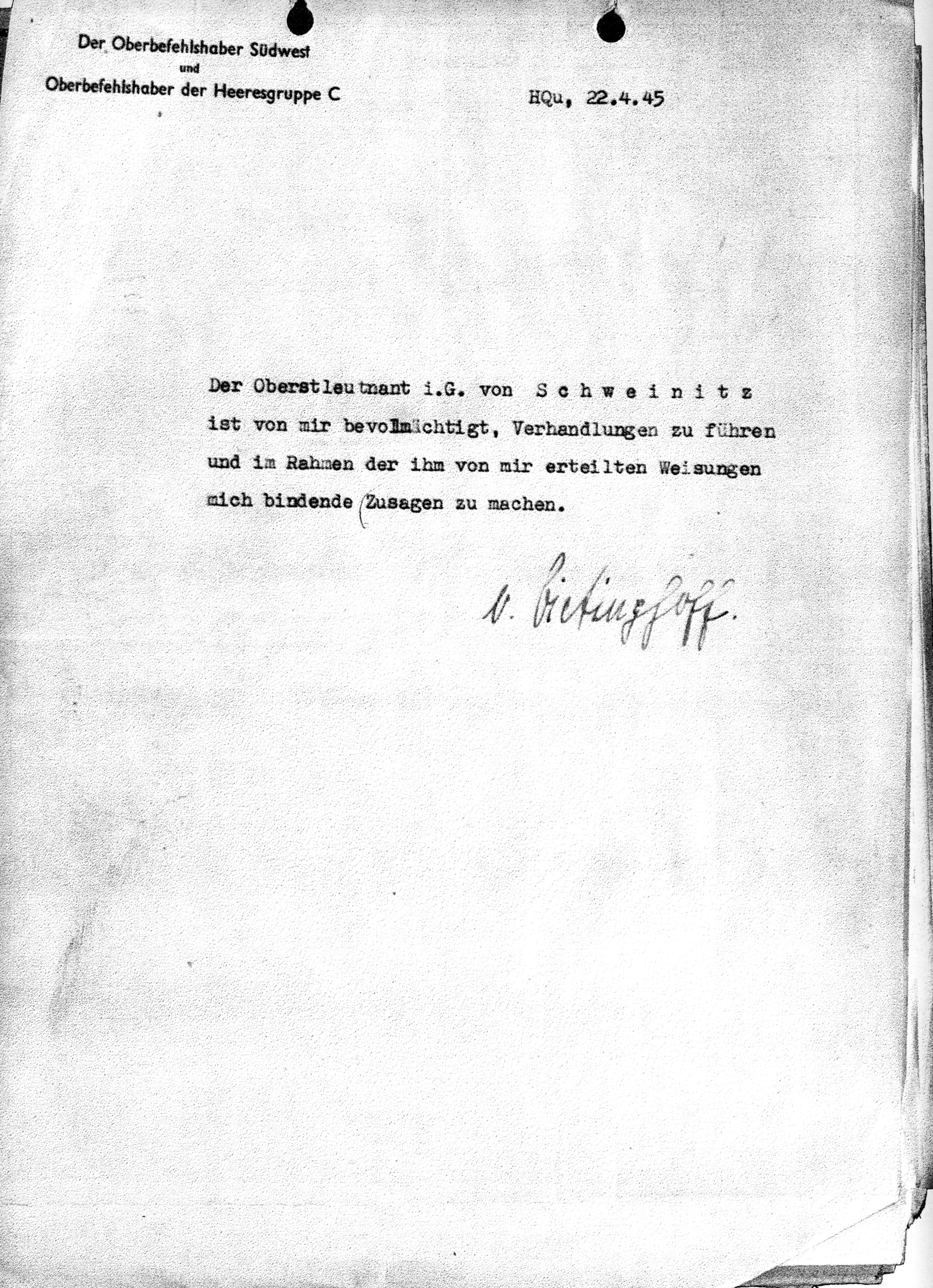
Доверенность Фитингхофа Швайницу

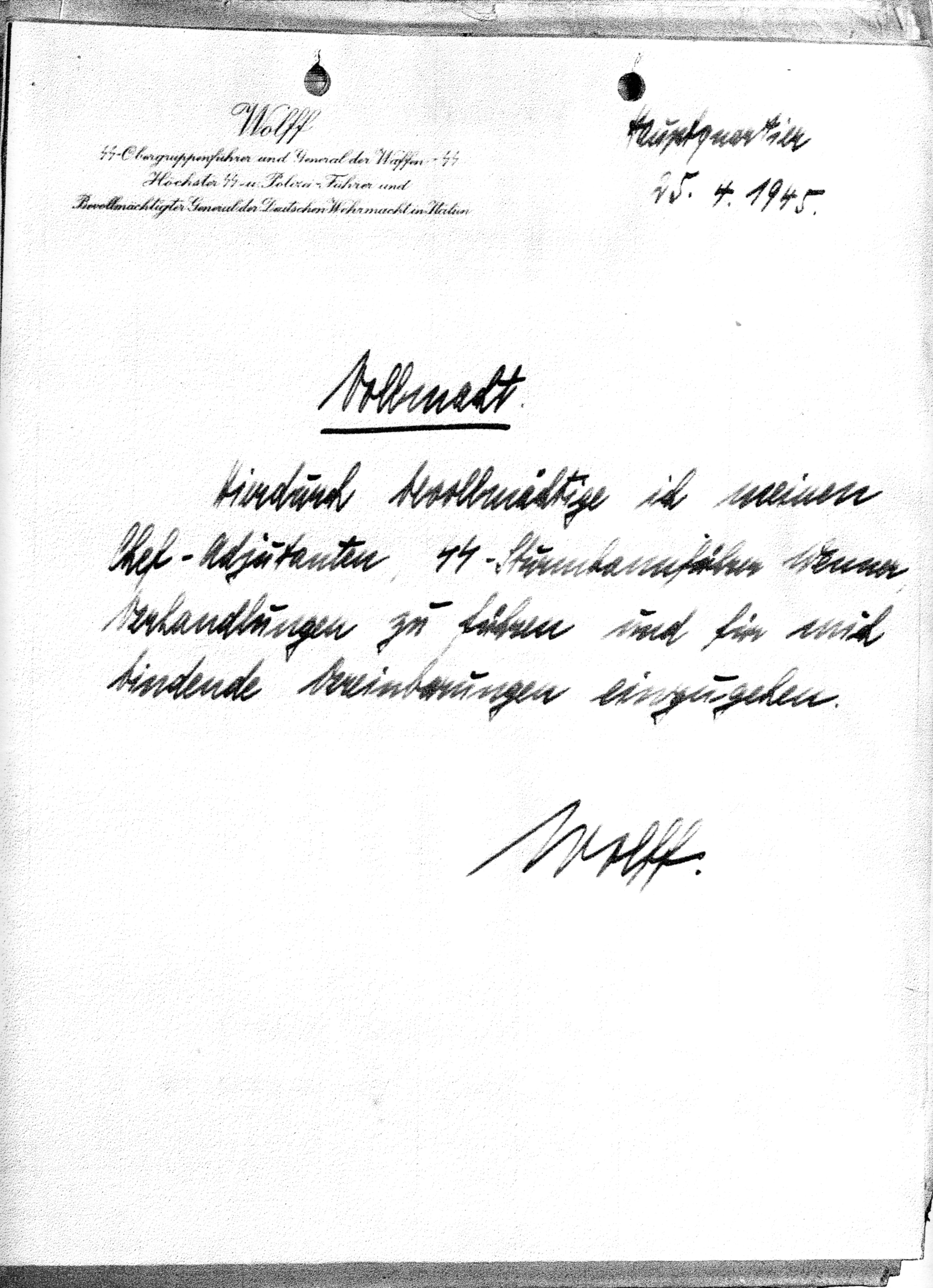
Доверенность Вольфа Веннеру

Подполковник фон Швайниц подписывает акт о капитуляции германских войск в Северной Италии. На заднем плане стоит штурмбаннфюрер Веннер. Казерта, 29 апреля 1945 года

Слева направо: Рёттигер, Веннер, Геверниц, Фитингхоф, Вольф, Дольман. Больцано, 9 или 10 мая 1945 года

16 апреля советские войска начали Берлинскую наступательную операцию.
20 апреля Даллес, к своему удивлению и неудовольствию, получил приказ из штаб-квартиры союзных сил (AFHQ) в Казерте: в свете конфликта с русскими свернуть операцию и прекратить все контакты с немецкими эмиссарами в Швейцарии.
Даллес оказался в неопределённой ситуации. Вольф в это время ещё не вернулся из Берлина, и неизвестно было, вернётся ли вообще. Рузвельт умер от внезапного инсульта 12 апреля, а новый президент США Трумэн ещё никак не обозначил своё отношение к операции «Санрайз». Грубо разорвать все связи значило похоронить все надежды как-то приблизить победу в Италии бескровным путём. В довершение всего 22 апреля позвонил Вайбель и передал сообщение от Парилли: Вольф, Веннер и подполковник вермахта Виктор фон Швайниц (нем. Viktor von Schweinitz) уже на пути в Швейцарию, и у Швайница на руках доверенность от Фитингхофа на подписание капитуляции. Даллес запросил дополнительных инструкций у Александера и у Донована. Александер попросил Даллеса потянуть время; он хотел добиться, чтобы Даллесу дали санкцию хотя бы проверить полномочия немецкой делегации. Из Вашингтона ответили, что Даллес ни в коем случае не должен делать ничего, что могло быть истолковано как продолжение операции «Санрайз»; а вот если швейцарцы сами, по своей инициативе, а не как посредники, вступят с немцами в переговоры и пожелают дать Даллесу какую-либо информацию, её можно будет переслать в штаб в Казерте.
Если с Парилли Даллес мог разговаривать (он не был немецким представителем и формально приказ прекратить контакты на него не распространялся), то объясняться с Вольфом и Швайницем пришлось швейцарским гражданам Вайбелю и Гусману. Они встретились в Люцерне. Туда же приехал и Даллес, чтобы быть ближе к месту событий. Через Вайбеля он передал Вольфу, что ввиду последних событий их встречи прекращаются, и попросил подождать решения вопроса союзным командованием. Даллесу передали доверенность Швайница, и он по радио переправил её текст в Казерту и в Вашингтон.
Несколько дней длилось ожидание ответа. В это время уже развивалось англо-американское наступление, и в само́й Северной Италии активизировались партизанские отряды. Немецкие штабы перебазировались из Милана ещё севернее, в Больцано. Вольф опасался, что, сидя в Швейцарии, он со дня на день может потерять контроль над своими силами. 24 апреля он уехал в Италию, оставив в Люцерне Веннера. Перейдя границу, Вольф оказался в западне. Виллу, где он остановился в первую же ночь, блокировали партизаны. Геверницу пришлось срочно пробираться в Италию и организовывать спецоперацию, чтобы вывезти Вольфа сквозь боевые порядки партизан снова в Швейцарию, а уже оттуда — в Австрию и опять в Италию. Оказавшись ненадолго на швейцарской территории, Вольф передал через Вайбеля доверенность Веннеру на подписание капитуляции со стороны СС.
27 апреля наконец пришёл ответ: немецкую делегацию вызывали в объединённый штаб для окончательных переговоров. Веннер и Швайниц вылетели в Казерту. Даллес остался в Швейцарии, с немцами отправился Геверниц; официально он выполнял функции переводчика, а фактически сыграл важную роль в переговорах. По утверждению Даллеса, именно он сумел убедить Швайница отступить от условий, выдвинутых Фитингхофом. В Казерту прибыли советские представители — генерал-майор А. П. Кисленко с офицером-переводчиком. Переговоры носили подчёркнуто военный, а не политический характер. Сроком прекращения огня было установлено 2 мая, 14 часов по местному времени.
28 апреля Гитлер подчинил Кессельрингу все вооружённые силы Германии на юге Европы. Таким образом, Кессельринг стал непосредственным начальником Фитингхофа. В тот же день партизаны расстреляли Муссолини.
29 апреля акт о капитуляции группы армий «Ц» подписали фон Швайниц от вермахта и Веннер от СС. Радиосвязи с Градецким в тот момент не было, и документы отправили Фитингхофу и Вольфу с курьером на автомобиле. В итоге акт передали всё же по радио — Градецки вышел в эфир из Больцано — и так же получили подтверждение. Накануне капитуляции Кессельринг отстранил Фитингхофа и его начальника штаба генерала Рёттигера от должности. Но командующие армий, входивших в группу «Ц», командующий силами Люфтваффе в Италии фон Поль и Вольф отдали приказ своим войскам прекратить боевые действия и сдаться. Кессельрринг приказал арестовать генералов, но приказ так и не был исполнен. Подчинённые Вольфу части СС уже изготовились вступить в бой против танковых подразделений вермахта, посланных Кессельрингом арестовать мятежников, и Вольф через Градецкого даже просил американцев срочно высадить парашютный десант в Больцано. Днём позже, после встречи с Дольманом и Фитингхофом, Кессельринг уже готов был говорить о капитуляции в Австрии. Вообще для Кессельринга во всех описываемых событиях были характерны колебания и перемена позиции: с одной стороны, он понимал, что война безнадёжно проиграна, с другой — не раз заявлял, что будет сражаться до тех пор, пока жив фюрер. Колебался и Фитингхоф. Уже отправив Швайница в Швейцарию, он был готов отказаться от своего решения. Дошло до того, что 27 апреля генерал Рёттигер вынужден был в самых резких выражениях возвращать своего командира к реальности — в присутствии Дольмана и Рана. 30 апреля в Берлине покончил с собой Гитлер, и это позволило сторонникам капитуляции усилить нажим на Кессельринга. В ночь на 1 мая он отменил свой приказ об аресте генералов и даже восстановил Фитингхофа и Рёттигера в должности, чтобы подписанная от имени Фитингхофа капитуляция не потеряла юридическую силу.
В эти дни отмечалось активное противодействие Кальтенбруннера действиям Вольфа и Фитингхофа. В Швейцарии появился посланец Кальтенбруннера с предложением сдать союзникам не только Италию, но и Австрию. В реалистичность такого предложения никто не поверил. Союзником и информатором Кальтенбруннера был гауляйтер Тироля Гофер (он был отчасти посвящён в ход операции).
Немцы сложили оружие в Италии 2 мая, в один день с берлинским гарнизоном.
Вацлав Градецки оставался в Больцано по крайней мере до 9 мая и обеспечивал связь уже после прекращения боевых действий.
Основным источником советской разведки в Швейцарии, информировавшим о ходе переговоров, был Рудольф Рёсслер («Люци»).
Вскоре после окончания войны в Европе основные события операции «Санрайз» — «Кроссворд» были преданы широкой огласке. Ещё до этого слухи о швейцарских переговорах просочились в Японию, и японские представители в Швейцарии начали интересоваться, нельзя ли использовать те же каналы для японо-американских переговоров.

## Отражение в культуре и искусстве
Описанные события легли в основу художественного фильма «Секретная миссия», одного из эпизодов кинофильма «Освобождение. Битва за Берлин», а также романа Юлиана Семёнова «Семнадцать мгновений весны» и одноимённого телефильма по его же сценарию.
Событиям марта 1945 года посвящена вторая серия — «Операция „Кроссворд“» — советского документального фильма «Зима и весна сорок пятого» (режиссёр Джемма Фирсова, творческое объединение «Экран», 1972).